# Troglodyte à poitrine tachetée
Pheugopedius maculipectus
Espèce
Statut de conservation UICN

 LC  : Préoccupation mineure
Le Troglodyte à poitrine tachetée (Pheugopedius maculipectus) est une espèce d'oiseaux de la famille des Troglodytidae.
Son aire s'étend à travers l'est du Mexique et le nord de l'Amérique centrale.